# John Frith
John Frith (1503. – Smithfield, 4. srpnja 1533.), engleski protestantski vjerski reformator i mučenik, živ spaljen na lomači za vrijeme papinske inkvizicije[nedostaje izvor]. 
Školovao se na Etonskom sveučilištu i Kraljevskom sveučilištu u Cambridgeu. Bio je zatvoren zbog pomaganja Williamu Tyndalu u prijevodu Novog zavjeta na engleski, te je nakon oslobađanja 1528. otišao u Marburg. Nedugo nakon toga napisao je Raspravu o čistilištu u tri dijela, u kojoj odgovara Thomasu Moreu (državnom tajniku za vrijeme Henrika VIII., pogubljenom zbog izdaje 1535., jer se nije htio odreći vjernosti papi i katoličkoj vjeri), biskupu Johnu Fisheru (osuđen na smrt vješanjem i obješen 1535. iz istog razloga) i Rastellu (Moreovu šurjaku), na njihove tvrdnje i stav o čistilištu. On pobija nauk o čistilištu argumentima da je uskrsnuće jedina nada u budući život i da život vječni imamo[nedostaje izvor] samo u Kristu. Također, vjerovao je i da je Isus Krist jedini posrednik između Boga i čovjeka, te poglavar crkve. Uhićen je i zatvoren[nedostaje izvor], mučen glađu, zlostavljan i osuđen na smrt. Bila mu je dana mogućnost da bude pomilovan pod uvjetom da pozitivno odgovori na dva pitanj: prvo, vjeruje li u Čistilište i, drugo, vjeruje li u transupstancijaciju. On je dogovorio da se ni čistilište ni transupstancija ne mogu dokazati Svetim pismom. Ovo poricanje bilo je njegova smrtna presuda. Spaljen je na lomači u Smithfieldu izvan Londona 4. srpnja 1533.
Djela mu je 1573. objavio John Foxe.